# Löfholmsvarvet

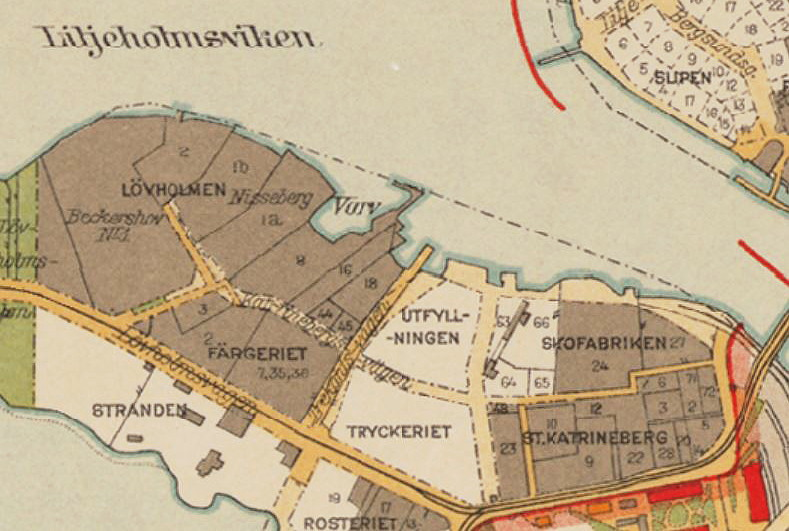
Varvsområdet på 1930-talet.

Löfholmsvarvet var ett fartygsvarv på Lövholmen i nuvarande stadsdelen Liljeholmen i Stockholm, som var i drift 1893-1945.

## Historik
Varvet grundades 1893 av smeden Johannes Alinder (1845–1922) och Gustaf Fredrik Pettersson (1850-?) som firman Alinder & Pettersson. Det fanns också från 1890-talet en flytdocka av trä, vilken möjligen hade konstruerats av Fredrik Lilliehöök. År 1897 bildades Aktiebolaget Löfholmsvarfvet med trävaruhandlaren Erik Ohlsson (1853–1907) som huvudägare.

## Varvets fartyg (urval)

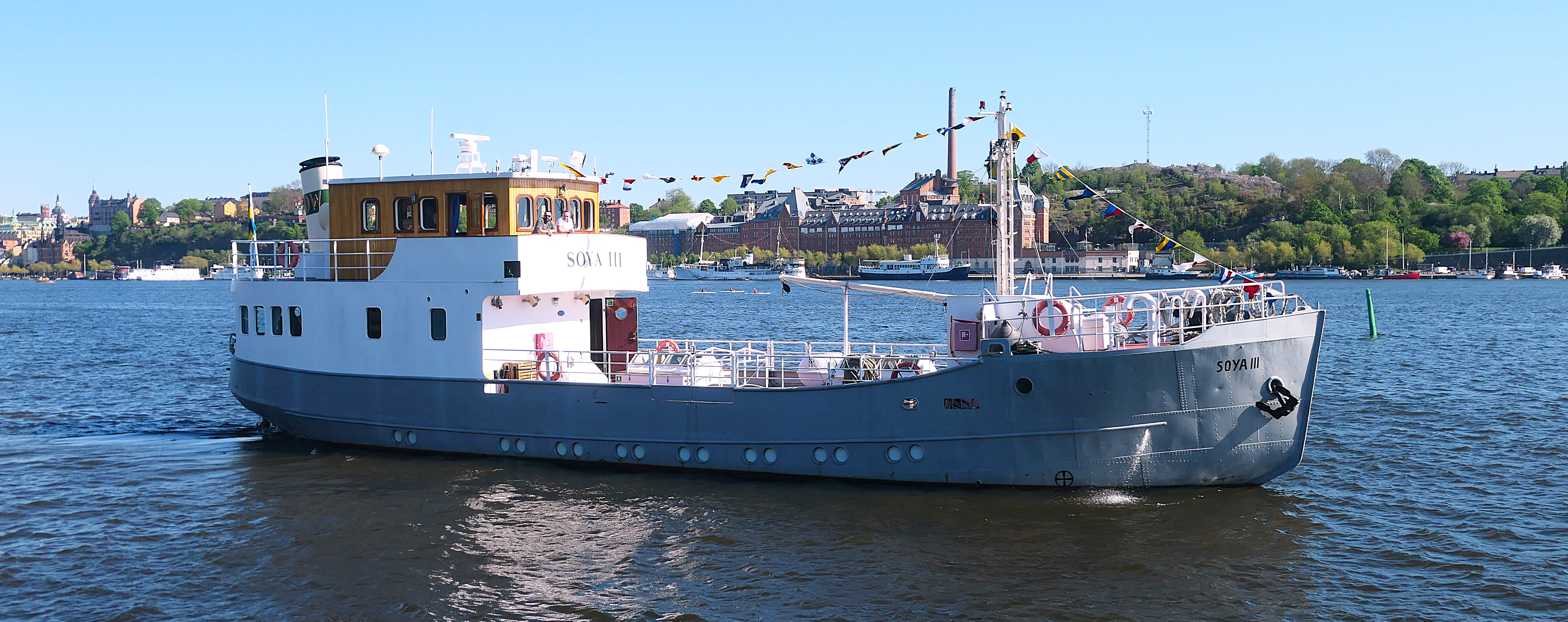
M/S Soya III, 1936.

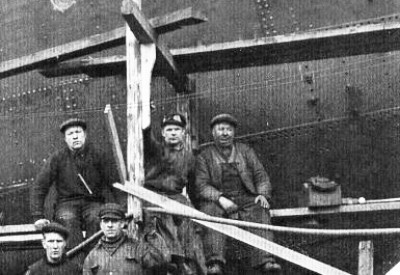
Personal vid Lövholmsvarvet uppställd framför skrovet till Soya III strax före sjösättningen.

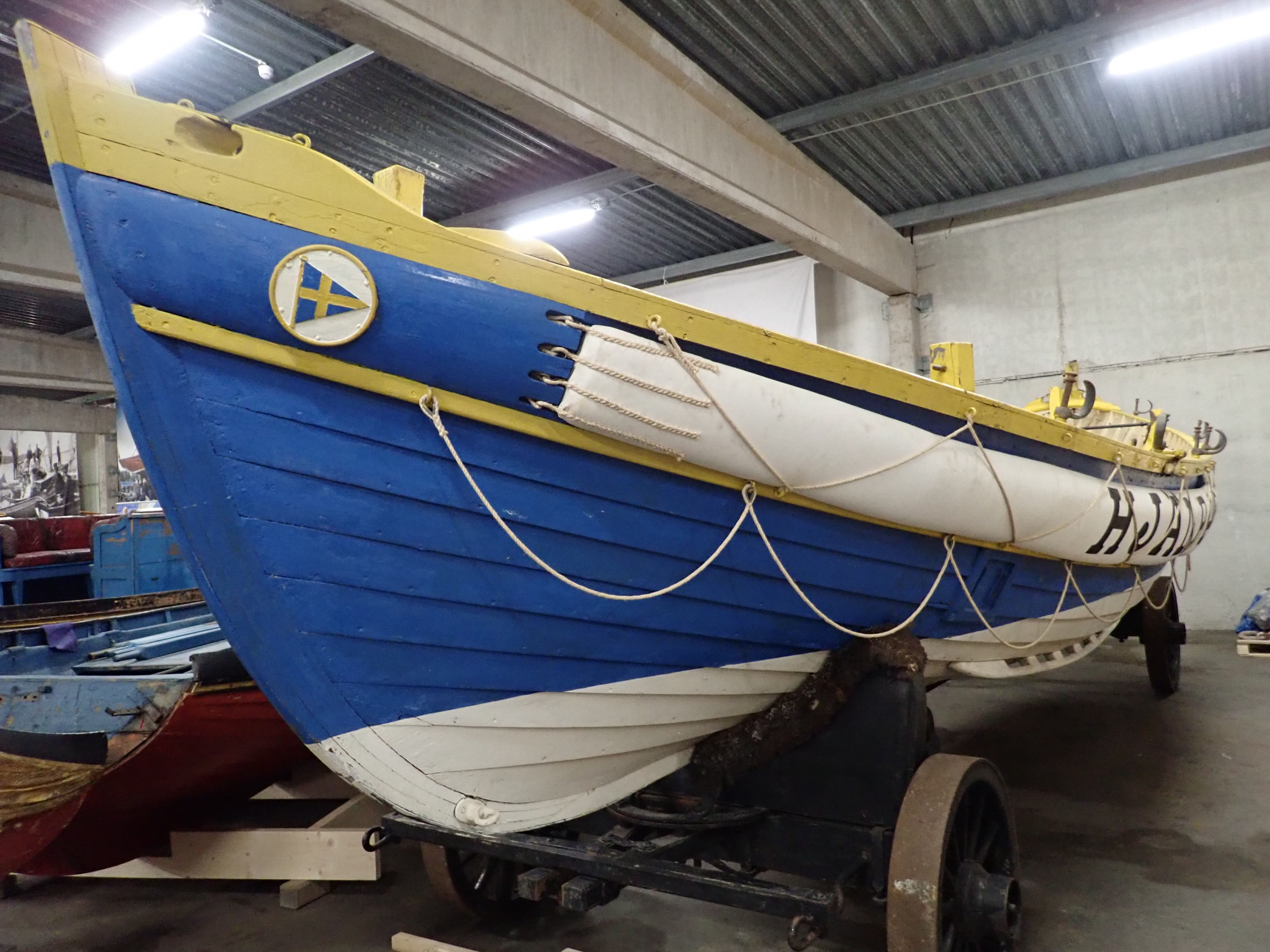
Räddningsbåten Hjälparen i Sjöhistoriska museets båtmagasin på Rindö, 2019.

År 1907 byggdes livräddningsbåten Hjälparen till Sveriges Allmänna Sjöfartsförenings Lifräddningskommitté, vilken tjänade för Sjöräddningssällskapet på räddningsstationen i Galtabäck söder om Varberg till 1939 och idag ingår i Sjöhistoriska museets samlingar. Under 1910-talet var varvet en betydande byggare av yachter. Varvet byggde många farkoster som konstruerats av Albert Andersson, bland andra den 15,7 meter långa skärgårdskryssaren Mejt II till  Anders Zorn 1911. En annan var Petterssonbåten Viking V 1911–1912 för konstruktören Carl Gustaf Pettersson själv. År 1914 byggdes på spekulation det första lastångfartyget på varvet, S/S Löfholmsvarfvet, som sedan såldes till ett partsrederi med Sven Salén som delägare och döptes om till S/S Robur. Det var dennes första fartyg.
Löfholmsvarvet genomgick ägandeförändringar och rekonstruktioner under 1920-talet. Under första hälften av 1930-talet fick varvet ombyggnadsuppdrag för det av Olof Wallenius 1934 grundade Rederi AB Soya. Ett av varvets nybyggen var också då M/S Soya III, som byggdes 1936 för samma rederi som produkttanker, ritad av varvets tekniske chef Arne Sannegren (1910–2002). Löfholmsvarvet levererade också den 17 meter långa och 5,8 meter breda motorfärjan Fårösund II 1937 för Gotlands norra härads vägstyrelse, vilken från 1966 seglade för Marinen som HMS Tjelvar. Hon byggdes om till kabelfartyg 1976 och är fortfarande (2014) i drift. Varvets sista nybygge, en lotsbåt, levererades 1942.

## Avveckling
Varvet i Lövholmen lades ned i samband med metallstrejken 1945. Löfholmsvarvet hade på 1930-talet på grund av utrymmesbrist i Lövholmen startat en filial, Nya Varvet, på Gåshaga i Lidingö. Det hade senare som självständigt företag namnet Lidingö Nya Warv & Werkstäder och senare Lidingöverken. Detta lades ned 1960. Viken på Lövholmen där varvet var beläget fylldes igen. På området anlades sedermera Stora Vikas cementdepå (numera Cementa, Liljeholmen).